# Trolejbusy w Gałaczu
Trolejbusy w Gałaczu − system komunikacji trolejbusowej w rumuńskim mieście Gałacz.
Trolejbusy w Gałaczu uruchomiono 23 sierpnia 1989.

## Linie
Obecnie w mieście istnieją dwie linie trolejbusowe:
- 102: Micro 19 − Parc CFR
- 104: Tiglina III − Parc CFR

## Tabor
W 2008 dostarczono 10 fabrycznie nowych trolejbusów typu MAZ-ETON-T203. Łącznie w eksploatacji znajduje się 13 trolejbusów:
- MAZ-ETON-T203 − 10 trolejbusów
- Ikarus 415T − 3 trolejbusy